# Nasser Al-Attiyah
Pour les articles homonymes, voir Attiyah.
Nasser Saleh Al-Attiyah, né le 21 décembre 1970 à Doha (subdivision Ad Dawhah, Qatar), est un pilote automobile de rallye et de rallye-raid, et un tireur de ball-trap qatarien,. Il est cinq fois vainqueur du Dakar entre 2011 et 2023.

## Skeet

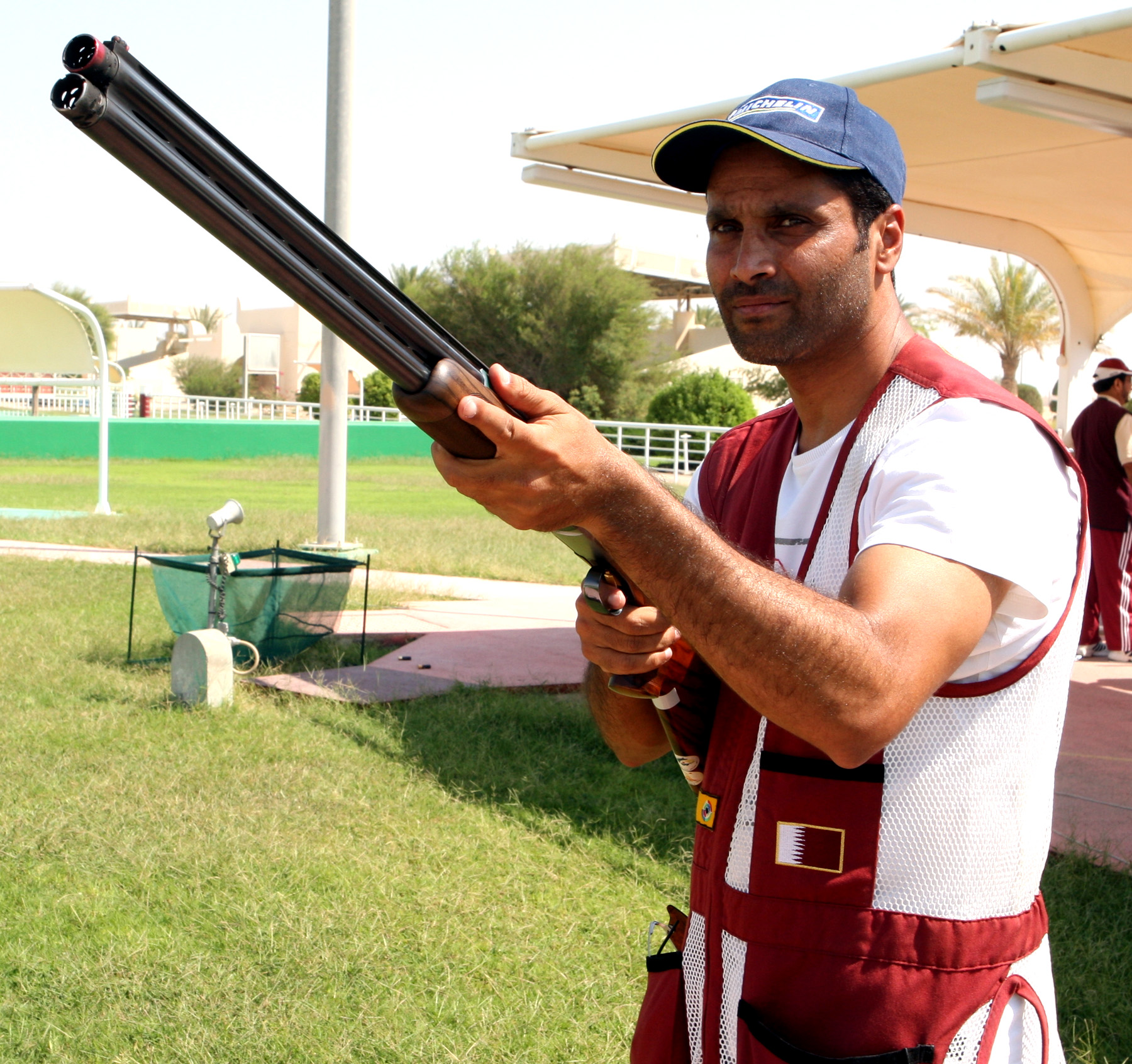
Skeet en 2011.

Champion d'Asie à titre individuel en 2001 et 2006 et champion par équipes en 2002, il est un pratiquant de skeet (ball-trap), sport pour lequel il a représenté son pays à toutes les éditions des Jeux olympiques depuis 1996, obtenant une quatrième place individuelle en 2004 aux Jeux olympiques d'Athènes. Il n'a pas obtenu de titre mondial, bien qu'ayant été médaillé en Coupe du monde de la discipline, et ayant participé à l'ISAF World Shooting Championship dès 1994.
Pour les JO de Pékin de 2008, il est désigné porte-drapeau de la délégation qatarienne.
En 2012, aux JO de Londres, il fait partie de l'équipe qatarie de tir et remporte la médaille de bronze individuelle en skeet.

## Sport automobile

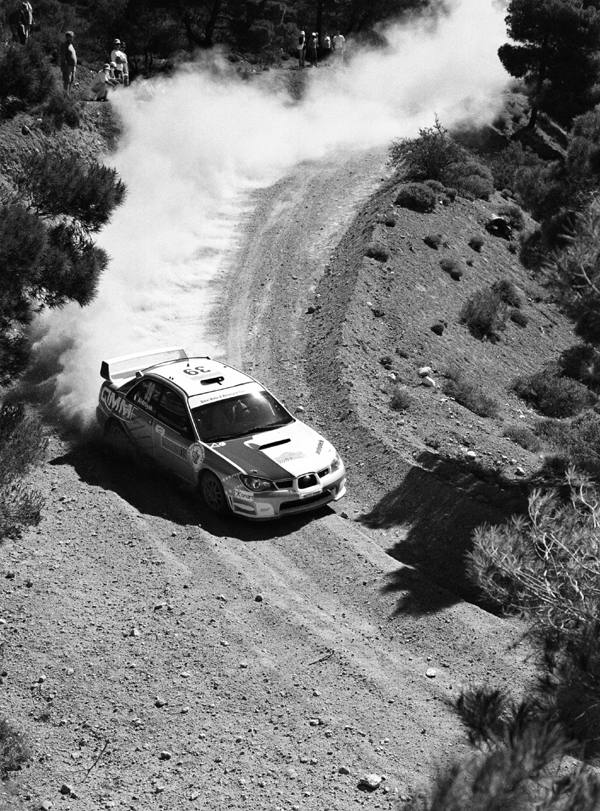
Nasser Al-Attiyah sur sa Subaru Impreza WRX STI au Rallye de l'Acropole en 2006.

Champion du Qatar des rallyes à neuf reprises, Nasser Al-Attiyah a également été sacré Champion du Moyen-Orient en 2003, ainsi que de 2005 à 2009. Sur la scène internationale, il se fait un nom en 2006, en remportant le championnat du monde des rallyes des voitures de production.
Engagé en championnat du monde des rallyes, en P-WRC ou en S-WRC, de 2004 à 2008 (meilleur résultat : dixième au classement général du rallye du Mexique en 2006 - Champion du monde PWR-C la même année), il dispute en parallèle plusieurs autres compétitions, en rallyes, rallyes-raids, et sur circuits. C'est ainsi qu'en 2008 il participe à la victoire de BMW dans la Coupe du monde de Cross-County organisée par la FIA.

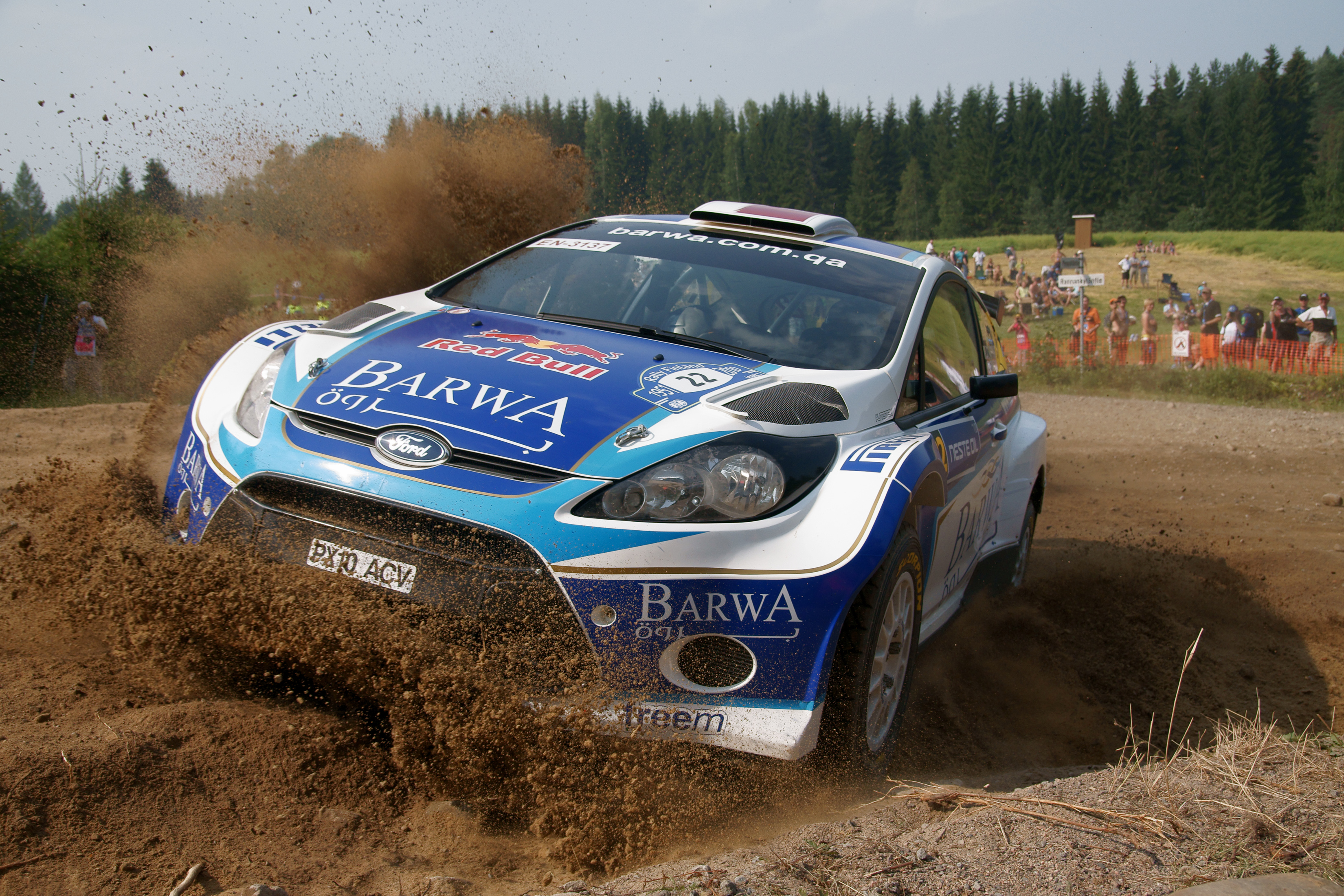
Nasser Saleh Al-Attiyah au volant de la Ford Fiesta S2000 au rallye de Finlande en 2010.

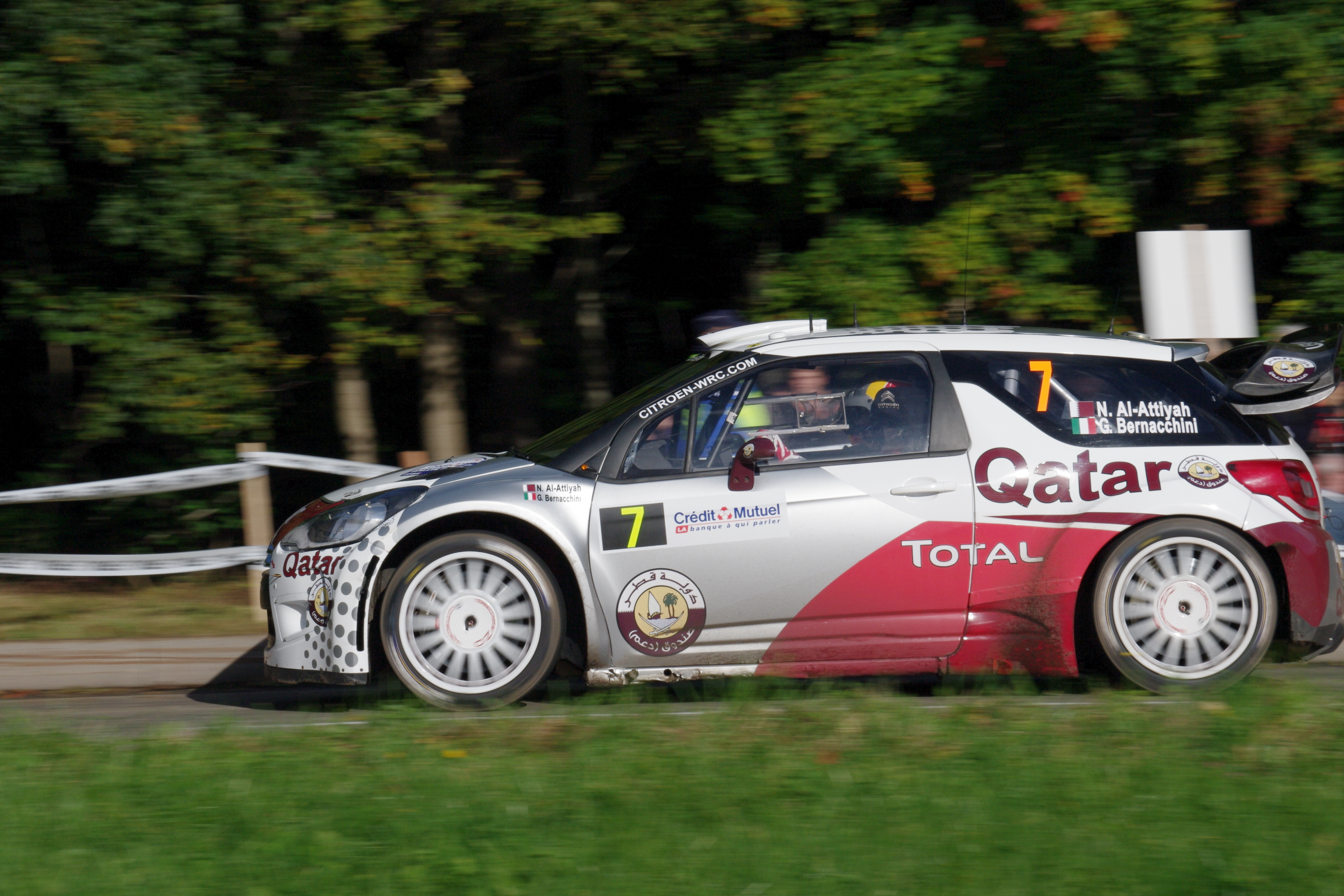
Nasser al-Attiyah au Rallye de France Alsace 2012 au volant de la Citroen DS3 WRC.

En 2010, il termine deuxième du Rallye Dakar à 2 min 12 s de Carlos Sainz : c'est le plus faible écart de l'histoire du rallye. La victoire arrive l'année suivante : il remporte son premier Dakar, devant Giniel de Villiers et Carlos Sainz, les trois pilotes courant sur Volkswagen Touareg et remportant à eux trois douze des treize étapes possibles. Après la neuvième étape, Al-Attiyah ne compte que 3 min 18 s d'avance sur Sainz. Il accroît cette avance le lendemain, celle-ci passant à 12 min 37 s. C'est à l'étape suivante, la onzième, celle qui mène les participants de Chilecito à San Juan qu'Al-Attiyah creuse un écart considérable sur Carlos Sainz, celui-ci arrachant sa suspension avant-droite. Au terme de cette étape, le Qatarien compte plus d'une heure et demie d'avance sur son rival espagnol qui se fait doubler au classement général par son coéquipier Giniel de Villiers.
En juin 2011, alors qu'il dispute le championnat du monde des rallyes en SWRC avec une Ford Fiesta S2000 du Barwa World Rally Team et alors qu'il s'apprête à aller disputer les 24 heures du Nürburgring avec une Scirocco, Nasser Al-Attiyah annonce la signature d'un contrat avec Volkswagen : il affirme alors pouvoir s'engager sur trois ans afin d'accompagner l'entrée de la marque en catégorie WRC à partir de 2013. Finalement, Citroën Racing a le dernier mot en décembre et lui fait signer un contrat pour la majorité des rallyes de la saison 2012 sur sa Citroën DS3 WRC à compter de l'étape suédoise (le Monte-Carlo ne peut être honoré en janvier, Al-Attiyah devant défendre son titre 2011 au Dakar, cette fois sur un Hummer H3 de l'équipe du Californien Robby Gordon, qui sera son coéquipier). Al-Attiyah est surtout attendu en WRC sur les rallyes longs et cassants, comme celui de l'Acropole (très caillouteux) ou celui d'Argentine.
Nasser Al-Attiyah a pour copilote en rallyes traditionnels l'Italien Giovanni Bernacchini, ancien copilote de Gigi Galli en WRC, avec lequel il remporte en 2012 son huitième Championnat du Moyen-Orient des Rallyes (MERC).

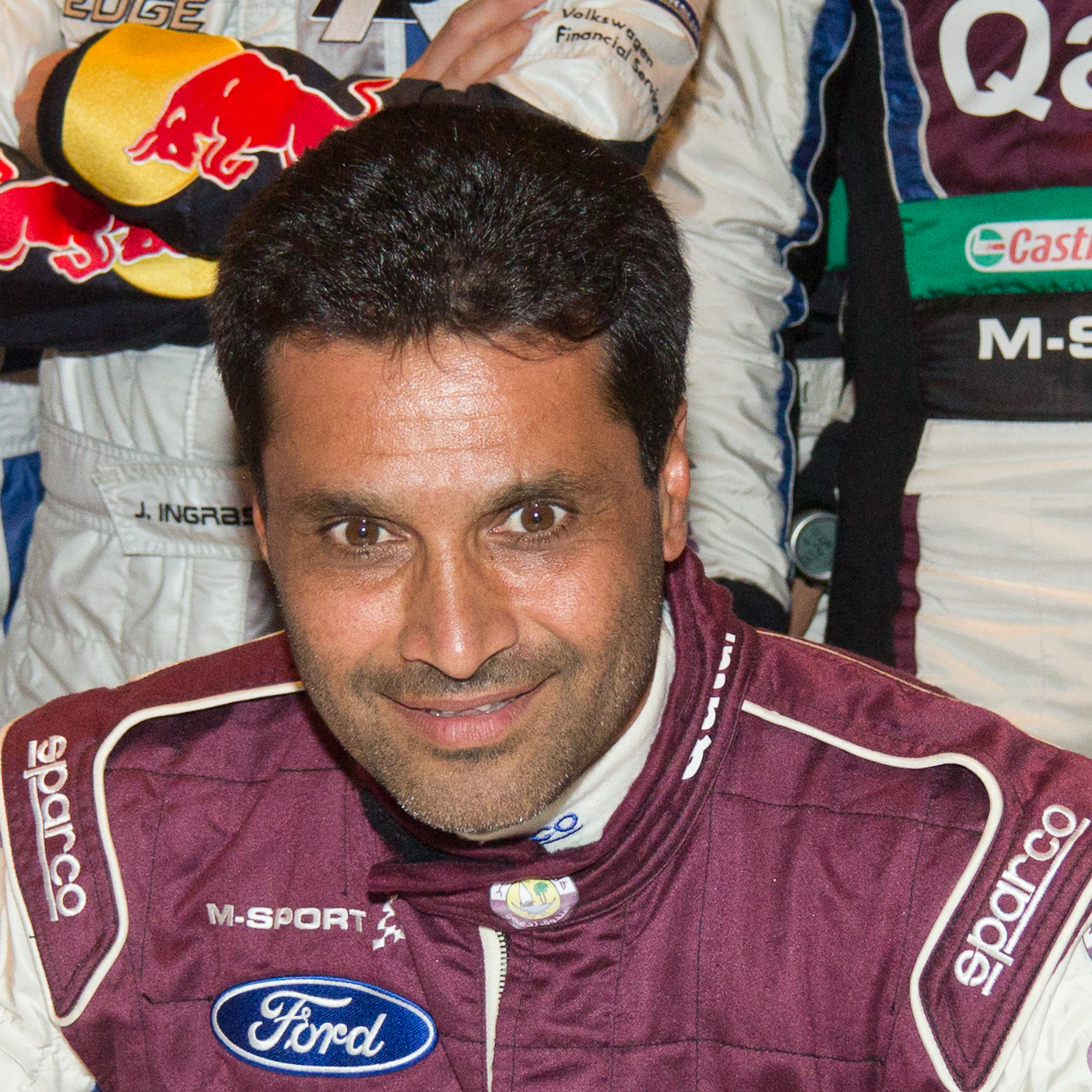
Rallye d'Allemagne 2013 (à Cologne).

Il termine sixième du Rallye du Mexique sur Citroën DS3 Racing à l'occasion de son deuxième rallye avec l'équipe Qatar World Rally Team dans le cadre du Championnat du monde des rallyes, puis quatrième du Rallye du Portugal trois semaines plus tard. Il continue sa série dans les points en achevant le Rallye d'Argentine à la neuvième place, avec en prime un point supplémentaire récolté pour sa troisième place lors de la Power Stage.
En 2013, il remporte son neuvième titre dans le MERC... restant cependant encore à cinq longueurs de Mohammed Ben Sulayem.
En 2014, son programme en mondial des rallyes est centré sur le Championnat du monde des rallyes - 2 (2 L S et 2RM), qu'il remporte à l'issue du Rallye de Grande-Bretagne avec quatre victoires sur Ford. Il obtient aussi un dixième titre en Championnat du Moyen-Orient, grâce à ses trois victoires de début de saison (Qatar, Koweït et Jordanie), avec la même Fiesta RRC, et rate de peu une autre couronne mondiale, cette fois en Coupe du monde des rallyes tout-terrain, à sept points à peine du vainqueur russe.
En 2015, il commence l'année en remportant pour la seconde fois le rallye Dakar avec son copilote français Matthieu Baumel,. Après cinq victoires en CCRWC il obtient une seconde couronne mondiale en rallye-raid, puis une première victoire en ERC, le tout avec le même copilote.
En 2018, il participe au rallye Dakar 2018 pour TOYOTA GAZOO RACING SA	,. Il remporte quatre victoires d’étapes notamment la 3e spéciale et la 12e et plus longue étape de cette édition,,. Il finit deuxième de l’épreuve à 43 minutes du vainqueur Carlos Sainz.
En 2022 et 2023, il remporte ses 4e et 5e rallye Dakar.

## Palmarès

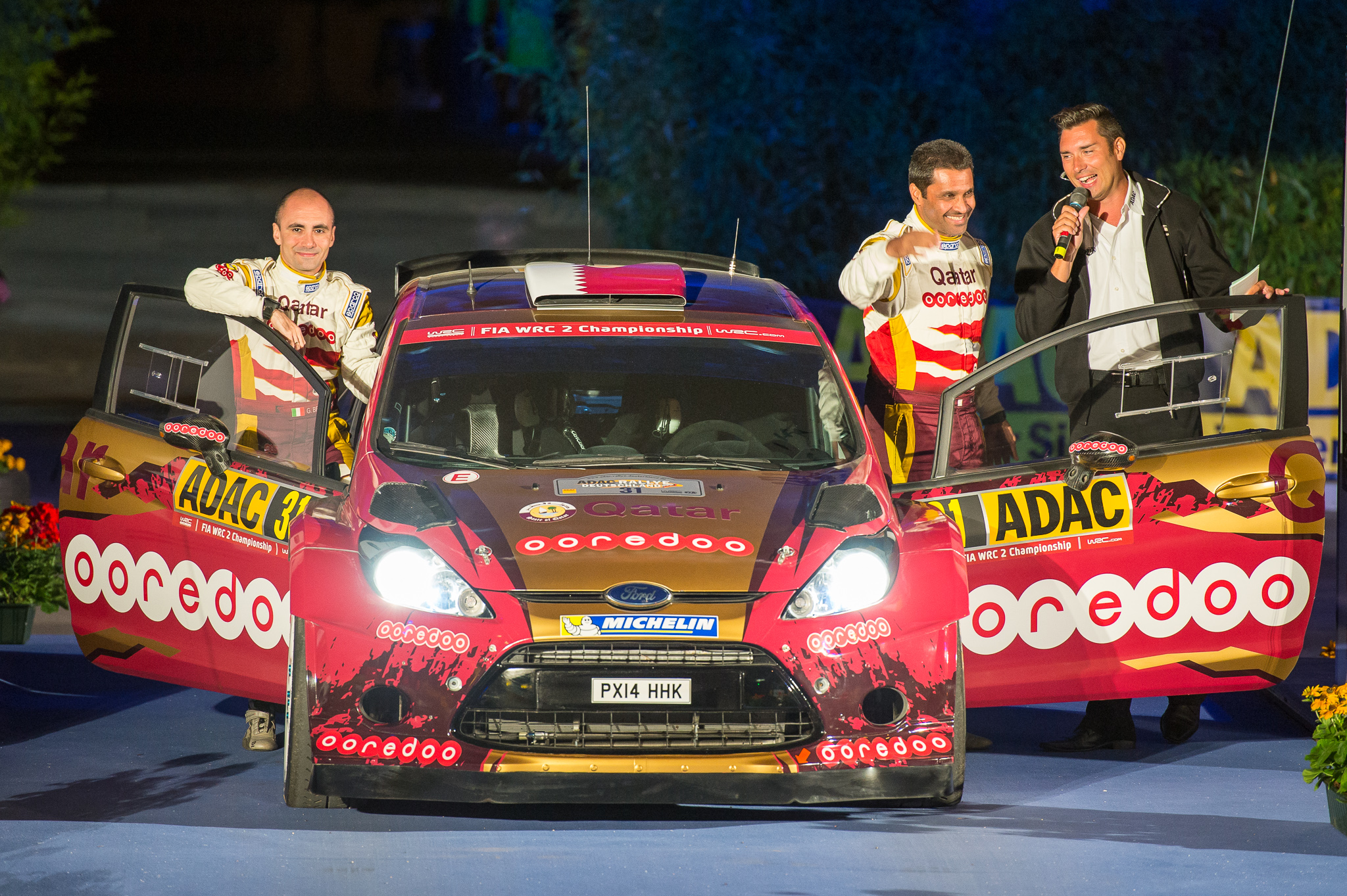
Al-Attiyah pour le WRC-2, au rallye d'Allemagne 2014.

### Rallyes

#### Titres
- Champion du monde des rallyes WRC-2 en 2014, sur Ford Fiesta RRC ;
- Champion du monde des rallyes P-WRC en 2006, sur Subaru Impreza WRX et STi ;
- Onze fois champion du Moyen-Orient des rallyes, entre 2003 et 2015 (seuls lui échappent les titres 2004 et 2010 sur la période continue) ;
  - Double vice-champion du Moyen-Orient des rallyes, en 2004 et 2010.

#### Victoire enERC
- Rallye de Chypre : en 2015.

#### Victoires enIRC
- Rallye de Chypre : en 2010 et 2012.

#### Victoires en MERC
Il totalise 59 victoires au 31 décembre 2015 :
- Rallye du Qatar : 2003, 2004, 2005, 2006, 2007, 2008, 2009, 2010, 2011, 2013, 2014 et 2015 ;
- Rallye de Jordanie : 2003, 2005, 2006, 2008, 2012, 2013, 2014 et 2015 ;
- Rallye de Dubaï : 2003, 2004, 2007, 2008, 2009, 2010, 2011, 2012, 2013 et 2014 ;
- Rallye Troodos : 2003, 2004, 2005, 2006, 2007, 2008 et 2009 ;
- Rallye de Syrie : 2005, 2007, 2008 et 2010 ;
- Rallye des Émirats arabes unis (UAE) : 2004, 2005 et 2006 ;
- Rallye de Oman : 2004, 2005, 2006 et 2015 ;
- Rallye du Koweït : 2009, 2011, 2013, 2014 et 2015 ;
- Rallye de Chypre : 2007 (2e au général), 2010, 2012 et 2013 ;
- Rallye de Barein : 2005 ;
- Rallye Pafos (Chypre) : 2011 ;
- Rallye de Shiraz : 2015.

Podiums : second du Rallye du Liban : 2007, 2011 et 2013 (et troisième en 2006).

#### Victoires en championnat d'Europe ERC
Quatre victoires au rallye Troodos (Chypre) : en 2003, 2004, 2005 et 2006.

#### Victoires en WRC-2
Quatre victoires en 2014 : rallye du Portugal, rallye d'Argentine, rallye d'Australie, et rallye de Catalogne.

#### Résultats en championnat du monde des rallyes
| Saison     | Rallye | Rallye | Rallye | Rallye | Rallye | Rallye | Rallye | Rallye | Rallye | Rallye | Rallye | Rallye | Rallye | Rallye | Rallye | Rallye | Points | Classement final |
| ---------- | ------ | ------ | ------ | ------ | ------ | ------ | ------ | ------ | ------ | ------ | ------ | ------ | ------ | ------ | ------ | ------ | ------ | ---------------- |
| 2004       | MON    | SWE    | MEX    | NZL    | CYP    | GRE    | TUR    | ARG    | FIN    | GER    | JPN    | GBR    | ITA    | FRA    | ESP    | AUS    | 0      | -                |
| 2004       | -      | 32e    | Ab.    | 20e    | -      | -      | -      | 14e    | -      | -      | -      | -      | -      | 22e    | -      | 13e    | 0      | -                |
| P-WRC 2004 |        | 7e     | Ab.    | 7e     |        |        |        | 3e     |        | -      |        |        |        | 7e     |        | 5e     | 17     | 7e (P-WRC)       |
|            |        |        |        |        |        |        |        |        |        |        |        |        |        |        |        |        |        |                  |
| 2005       | MON    | SWE    | MEX    | NZL    | ITA    | CYP    | TUR    | GRE    | ARG    | FIN    | GER    | GBR    | JPN    | FRA    | ESP    | AUS    | 0      | -                |
| 2005       | -      | -      | -      | 16e    | -      | 18e    | 16e    | -      | 17e    | -      | -      | 21e    | -      | -      | -      | 13e    | 0      | -                |
| P-WRC 2005 |        | -      |        | 4e     |        | 5e     | 3e     |        | 1er    |        |        | 3e     | -      |        |        | 5e     | 25     | 2e (P-WRC)       |
|            |        |        |        |        |        |        |        |        |        |        |        |        |        |        |        |        |        |                  |
| 2006       | MON    | SWE    | MEX    | ESP    | FRA    | ARG    | ITA    | GRE    | GER    | FIN    | JPN    | CYP    | TUR    | AUS    | NZL    | GBR    | 0      | -                |
| 2006       | 30e    | -      | 10e    | -      | -      | 15e    | -      | 17e    | -      | -      | -      | 19e    | -      | -      | 26e    | -      | 0      | -                |
| P-WRC 2006 | 3e     |        | 2e     |        |        | 1er    |        | 1er    |        |        | -      | 5e     |        | -      | 7e     |        | 40     | 1er (P-WRC)      |
|            |        |        |        |        |        |        |        |        |        |        |        |        |        |        |        |        |        |                  |
| 2007       | MON    | SWE    | NOR    | MEX    | POR    | ARG    | ITA    | GRE    | FIN    | GER    | NZL    | ESP    | FRA    | JPN    | IRL    | GBR    | 0      | -                |
| 2007       | -      | 27e    | -      | Ab.    | -      | Ab.    | -      | 19e    | -      | -      | -      | -      | -      | -      | 17e    | -      | 0      | -                |
| P-WRC 2007 |        | 7e     |        | Ab.    |        | Ab.    |        | 5e     |        |        | -      |        |        | -      | 3e     | -      | 12     | 9e (P-WRC)       |
|            |        |        |        |        |        |        |        |        |        |        |        |        |        |        |        |        |        |                  |
| 2008       | MON    | SWE    | MEX    | ARG    | JOR    | ITA    | GRE    | TUR    | FIN    | GER    | NZL    | ESP    | FRA    | JPN    | GBR    |        | 0      | -                |
| 2008       | -      | 40e    | -      | Ab.    | -      | -      | Ab.    | 23e    | -      | -      | -      | -      | -      | -      | Ab.    |        | 0      | -                |
| P-WRC 2008 |        | 17e    |        | Ab.    |        |        | Ab.    | 10e    | -      |        | -      |        |        | -      | Ab.    |        | 0      | -                |
|            |        |        |        |        |        |        |        |        |        |        |        |        |        |        |        |        |        |                  |
| 2009       | IRL    | NOR    | CYP    | POR    | ARG    | ITA    | GRE    | POL    | FIN    | AUS    | ESP    | GBR    |        |        |        |        | 1      | 18e              |
| 2009       | -      | -      | 11e    | 16e    | 8e     | 9e     | Dq.    | -      | -      | -      | -      | Ab.    |        |        |        |        | 1      | 18e              |
| P-WRC 2009 |        | -      | 3e     | 4e     | 1er    | 1er    | Dq.    |        |        | -      |        | Ab.    |        |        |        |        | 31     | 3e (P-WRC)       |
|            |        |        |        |        |        |        |        |        |        |        |        |        |        |        |        |        |        |                  |
| 2010       | SWE    | MEX    | JOR    | TUR    | NZL    | POR    | BUL    | FIN    | GER    | JPN    | FRA    | ESP    | GBR    |        |        |        | 0      | -                |
| 2010       | -      | Ab.    | 18e    | -      | 13e    | 25e    | -      | 29e    | -      | -      | -      | -      | -      |        |        |        | 0      | -                |
| S-WRC 2010 | -      | Ab.    | 4e     |        | 5e     | 7e     |        | 7e     | -      | -      | -      |        | -      |        |        |        | 34     | 7e (S-WRC)       |
|            |        |        |        |        |        |        |        |        |        |        |        |        |        |        |        |        |        |                  |
| 2011       | SWE    | MEX    | POR    | JOR    | ITA    | ARG    | GRE    | FIN    | GER    | AUS    | FRA    | ESP    | GBR    |        |        |        | 0      | -                |
| 2011       | -      | Dq.    | -      | Ab.    | 11e    | -      | 16e    | -      | 16e    | -      | Ab.    | 11e    | -      |        |        |        | 0      | -                |
| S-WRC 2011 |        | Dq.    |        | Ab.    | 4e     |        | 6e     | -      | 2e     |        | Ab.    | 2e     |        |        |        |        | 57     | 7e (S-WRC)       |
|            |        |        |        |        |        |        |        |        |        |        |        |        |        |        |        |        |        |                  |
| 2012       | MON    | SWE    | MEX    | POR    | ARG    | GRE    | NZL    | FIN    | GER    | GBR    | FRA    | ITA    | ESP    |        |        |        | 28     | 12e              |
| 2012       | -      | 21e    | 6e     | 4e     | 9e     | Ab.    | -      | -      | 8e     | 10e    | Ab.    | -      | -      |        |        |        | 28     | 12e              |
|            |        |        |        |        |        |        |        |        |        |        |        |        |        |        |        |        |        |                  |
| 2013       | MON    | SWE    | MEX    | POR    | ARG    | GRE    | ITA    | FIN    | GER    | AUS    | FRA    | ESP    | GBR    |        |        |        | 30     | 11e              |
| 2013       | -      | -      | 5e     | 5e     | -      | 5e     | -      | -      | 13e    | -      | -      | Ab.    | -      |        |        |        | 30     | 11e              |
|            |        |        |        |        |        |        |        |        |        |        |        |        |        |        |        |        |        |                  |
| 2014       | MON    | SWE    | MEX    | POR    | ARG    | ITA    | POL    | FIN    | GER    | AUS    | FRA    | ESP    | GBR    |        |        |        | 4      | 22e              |
| 2014       | -      | -      | -      | 9e     | 10e    | Ab.    | -      | -      | 16e    | 11e    | -      | 10e    | 17e    |        |        |        | 4      | 22e              |
|            |        |        |        |        |        |        |        |        |        |        |        |        |        |        |        |        |        |                  |
| 2015       | MON    | SWE    | MEX    | ARG    | POR    | ITA    | POL    | FIN    | GER    | AUS    | FRA    | ESP    | GBR    |        |        |        | 7      | 16e              |
| 2015       | -      | -      | 7e     | -      | 11e    | 12e    | Ab.    | -      | 17e    | 10e    | -      | 12e    | -      |        |        |        | 7      | 16e              |

### Rallyes-raids

#### Titres
Il est quintuple vainqueur de la Coupe du monde des rallyes tout-terrain :
- 2008, avec pour copilote la Suédoise Tina Thörner (déjà vainqueur l'année précédente de la coupe avec Carlos Sainz) sur BMW X3 du team Racing X-Raid ; également vainqueurs la même année de la coupe internationale des Bajas Tout Terrain[14] ;
- 2015, avec pour copilote le Français Matthieu Baumel, sur Mini All4 du team Racing X-Raid (5 victoires, dont 2 Bajas) ;
- 2016, avec Matthieu Baumel, sur Toyota Hilux 4x4 (6 victoires, dont 3 Bajas) ;
- 2017, avec Matthieu Baumel, sur Toyota Hilux 4x4 (7 victoires, dont 4 Bajas) ;
- 2021, avec Matthieu Baumel, sur Toyota Hilux 4x4 (4 victoires).

et triple vainqueur du Championnat du monde de rallye-raid :
- 2022, avec Matthieu Baumel, sur Toyota Hilux 4x4 (1 victoire) ;
- 2023, avec Matthieu Baumel, sur Toyota GR DKR Hilux (3 victoires);
- 2024, avec Édouard Boulanger, sur Prodrive Hunter et Dacia Sandrider (3 victoires)[15].

#### Résultats au Rallye Dakar

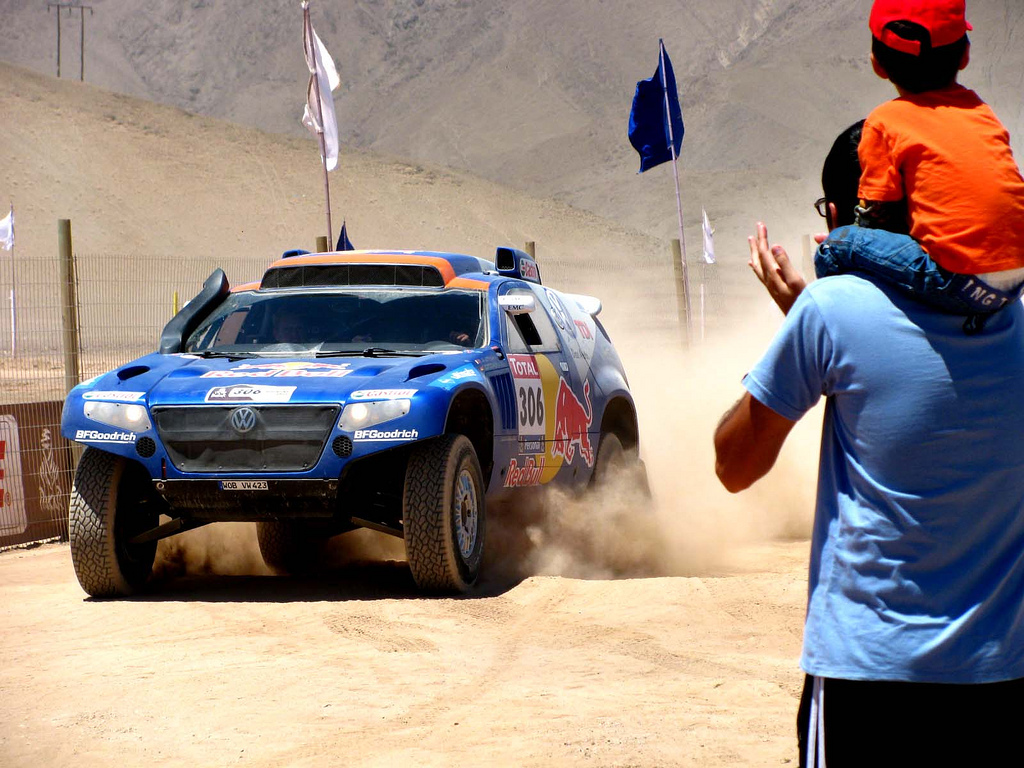
Dakar 2010 avec l'Allemand Timo Gottschalk sur VW Race Touareg II (ici au Chili).

| Année | Résultat        | Victoire(s) d'étape | Constructeur          | Copilote          |
| ----- | --------------- | ------------------- | --------------------- | ----------------- |
| 2004  | 10e             | -                   | Mitsubishi            | Marc Bartholome   |
| 2005  | Abd.            | -                   | BMW                   | Alain Guéhennec   |
| 2006  | Abd.            | -                   | BMW                   | Alain Guéhennec   |
| 2007  | 6e              | 1                   | BMW                   | Alain Guéhennec   |
| 2008  | Rallye annulé   | Rallye annulé       | Rallye annulé         | Rallye annulé     |
| 2009  | Abd.            | 2                   | BMW                   | Tina Thörner      |
| 2010  | 2e              | 4                   | Volkswagen            | Timo Gottschalk   |
| 2011  | 1er             | 4                   | Volkswagen            | Timo Gottschalk   |
| 2012  | Abd. (étape 9)  | 2                   | Hummer                | Lucas Cruz        |
| 2013  | Abd. (étape 9)  | 3                   | Buggy Demon-Jefferies | Lucas Cruz        |
| 2014  | 3e              | 2                   | Mini                  | Lucas Cruz        |
| 2015  | 1er             | 5                   | Mini                  | Matthieu Baumel   |
| 2016  | 2e              | 2                   | Mini                  | Matthieu Baumel   |
| 2017  | Abd. (étape 4)  | 1                   | Toyota                | Matthieu Baumel   |
| 2018  | 2e              | 4                   | Toyota                | Matthieu Baumel   |
| 2019  | 1er             | 3                   | Toyota                | Matthieu Baumel   |
| 2020  | 2e              | 1                   | Toyota                | Matthieu Baumel   |
| 2021  | 2e              | 6                   | Toyota                | Matthieu Baumel   |
| 2022  | 1er             | 3                   | Toyota                | Matthieu Baumel   |
| 2023  | 1er             | 3                   | Toyota                | Matthieu Baumel   |
| 2024  | Abd. (étape 10) | 1                   | Prodrive              | Matthieu Baumel   |
| 2025  | 4e              | 1                   | Dacia                 | Édouard Boulanger |

#### Autres victoires

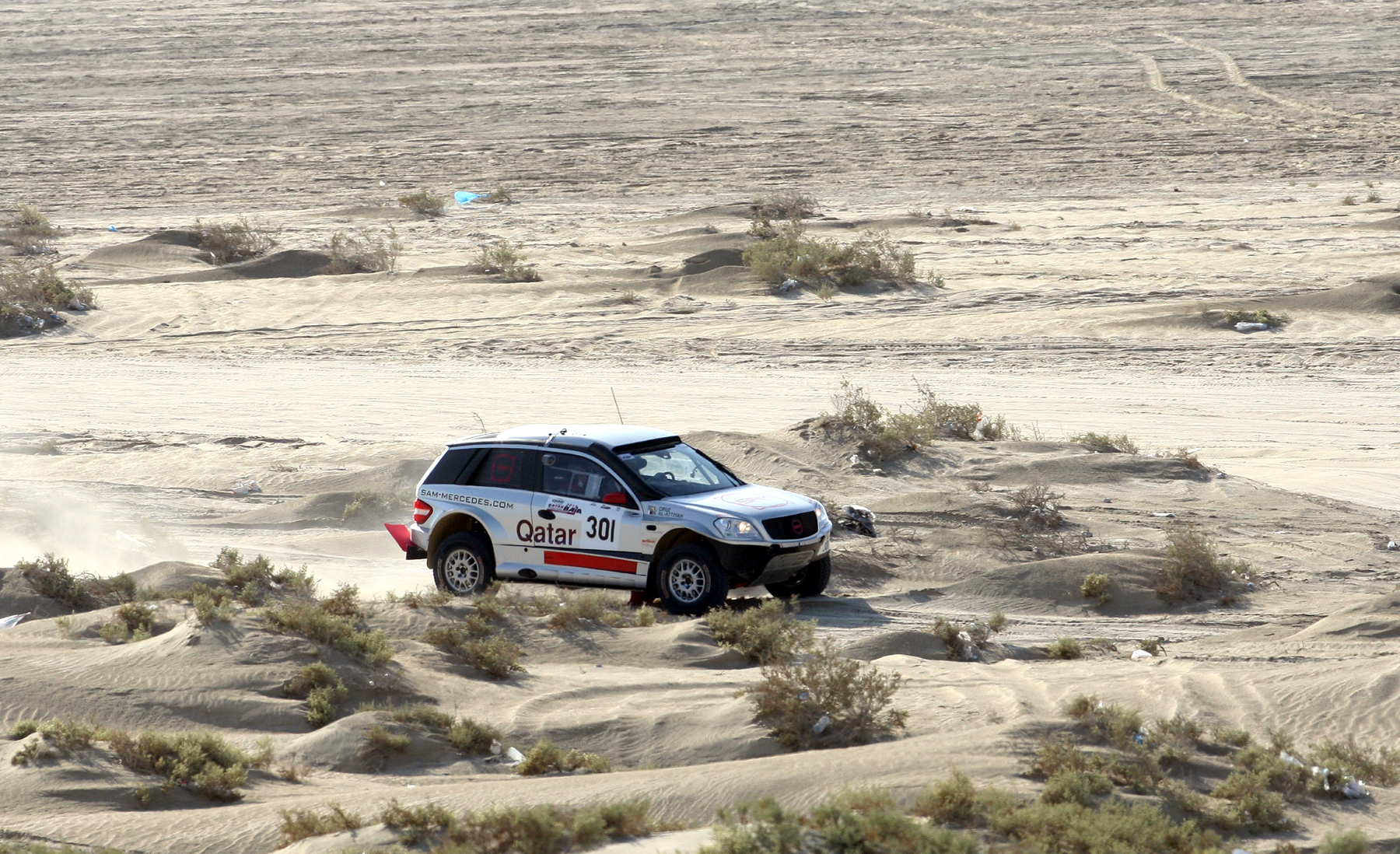
Baja du Qatar.

Sur BMW X3 X-Raid en 2008, Toyota Hilux en 2012 et entre 2016 et 2023, Mini All4 Racing X-Raid en 2014 et 2015, Prodrive Hunter en 2024 et Dacia Sandrider à partir de 2024.
- Baja d'Italie :  3 victoires en 2008, 2015 et 2016;
- Abu Dhabi Desert Challenge : 4 victoires en 2008, 2016, 2021 et 2024 ;
- Baja España-Aragón : 6 victoires en 2008 ,2016, 2017, 2021, 2022, 2023 ;
- Qatar Sealine Cross Country Rally : 7 victoires en 2012[16], 2014, 2015, 2016, 2017, 2019 et 2020 (Qatar) ;
- Baja de Hongrie : 2014 et 2015 ;
- Rallye du Maroc : 7 victoires de 2014 à 2018 ; 2021 et 2024[15]
- Rallye des Pharaons : 2015 ;
- Baja de Russie : 2018 ;
- Rallye d'Andalousie : 2020 et 2021

Podiums : second du Rallye de la Route de la Soie en 2010, sur Volkswagen Touareg, et second de la Baja de Pologne 2015.

## Homonyme
Nasser Khalifa Al Attiya est, quant à lui, président de la Qatar Motor and Motorcycle Federation (QMMF), manager général du circuit international de Losail, président de la Commission des rallyes-raids auprès de la FIA, et vice-président de la Fédération Internationale Motocycliste (FIM).